# Gallornis straeleni
Gallornis straeleni — викопний вид віялохвостих птахів, що існував у ранній крейді (130 млн років тому).

## Скам'янілості
Викопні рештки виду знайдені у місті Осер у департаменті Йонна у Франції. Викопний матеріал складається з часткової стегнової кістки та фрагмента плечової кістки.

## Оригінальна публікація
- K. Lambrecht. 1931. Gallornis straeleni n. g. n. sp., ein Kreidevogel aus Frankreich. Bulletin de Musee Royal d'Histoire Naturelle de Belgique 7:1-6